# Guitar Boogie
Guitar Boogie er en instrumentel guitar-sang af Arthur Smith fra 1945. Det var en af de første indspilninger i den stil, der senere blev døbt "hillbilly boogie" til at nå et bredt publikum, og til sidst solgte næsten tre millioner eksemplarer. Det var den første guitar instrumental til at klatre op på countrymusikdiagrammer og derefter crossover og også få en høj placering på de populære musikdiagrammer. "Guitar Boogie" er blevet fortolket og indspillet af en række musikere. Det er blandt de sange, der diskuteres som den første rock and roll-plade.

## Coverversioner
Det har lavets coverversioner af Les Paul Trio og Alvino Rey. Den har spillets live af Tommy Emmanuel og Tom Petty. Den svenske sangskriver og musiker Eddie Meduza har lavet en cover ved navn "Bonnaboogie" på sin kassett Jubelidioterna.